# Tom Fleming (acteur)
Pour les articles homonymes, voir Tom Fleming, Kelman et Fleming.
Thomas Kelman Fleming (né le 29 juin 1927 à Édimbourg, mort le 18 avril 2010 dans la même ville) est un acteur et animateur de télévision écossais.

## Biographie
Tom Fleming va au Stewart's Melville College, où le centre artistique est baptisé à son nom après sa mort.
Il commence sa carrière d'acteur en 1945. Il fonde le Gateway Theatre à Édimbourg en 1953 avant de rejoindre la Royal Shakespeare Company en 1962. En 1965, il fonde une compagnie au Royal Lyceum Theatre à Édimbourg. Il devient aussi le directeur de la Scottish Theatre Company jusque dans les années 1980. En 1983, il incarne John Reith, le premier directeur de la BBC dans le film biographique produit par la société.
Pour la BBC, il commente l'Edinburgh Military Tattoo de 1966 à 2008. Il est aussi le commentateur de la BBC pour le Concours Eurovision de la chanson 1972 à Édimbourg. Il commente d'autres événements de grande importance tels que le Remembrance Sunday, des mariages princiers et des cérémonies funéraires.